# Koradacheri
Koradacheri là một thị xã panchayat của quận Thiruvarur thuộc bang Tamil Nadu, Ấn Độ.

## Nhân khẩu
Theo điều tra dân số năm 2001 của Ấn Độ, Koradacheri có dân số 5970 người. Phái nam chiếm 50% tổng số dân và phái nữ chiếm 50%. Koradacheri có tỷ lệ 75% biết đọc biết viết, cao hơn tỷ lệ trung bình toàn quốc là 59,5%: tỷ lệ cho phái nam là 81%, và tỷ lệ cho phái nữ là 69%. Tại Koradacheri, 11% dân số nhỏ hơn 6 tuổi.